# کوه الغربی
کوه الغربی یک رشته‌کوه در لبنان است که در استان بعلبک الهرمل واقع شده‌است.